# Parategastes sphaericus
Parategastes sphaericus är en kräftdjursart som först beskrevs av Claus 1863.  Parategastes sphaericus ingår i släktet Parategastes och familjen Tegastidae. Arten är reproducerande i Sverige. Inga underarter finns listade i Catalogue of Life.